# Дзаккарія Кометті
Дзаккарія Кометті (італ. Zaccaria Cometti, 7 січня 1937, Романо-ді-Ломбардія — 2 квітня 2020, Романо-ді-Ломбардія) — італійський футболіст, що грав на позиції воротаря, насамперед за «Аталанту». По завершенні ігрової кар'єри — тренер.

## Ігрова кар'єра
Народився 7 січня 1937 року в місті Романо-ді-Ломбардія. Вихованець юнацьких команд футбольних клубів «Фіоріта» та «Аталанта».
У дорослому футболі дебютував 1957 року виступами за головну команду «Аталанта». Поступово нав'язав конкуренцію П'єру Луїджі Піццабаллі, і обидва голкіпери певний час роглядалися як рівнозначні претенденти на місце у воротах команди на конкретну гру. Загалом  провів в «Аталанті» тринадцять сезонів, взявши участь у 178 матчах Серії A. У розіграші 1962/63 виборов титул володаря Кубка Італії, хоча безпосередбньо у фінальній грі ворота беграмців було довірено захищати Піццабаллі.
Завершував ігрову кар'єру у команді «Тренто», за яку виступав протягом 1970—1972 років.

## Кар'єра тренера
Розпочав тренерську кар'єру невдовзі по завершенні кар'єри гравця, 1975 року, повернувшись до «Аталанти», де став працювати з молодіжною командою. За два роки, у 1977, приєднався до тренерського штабу головної команди «Аталанти», де протягом наступних тринадцяти років був асистентом головного тренера. А протягом 1990–1992 років відповідав за підготовку воротарів у цьому ж клубі.
Помер 2 квітня 2020 року на 84-му році життя в Романо-ді-Ломбардія від ускладнень, пов'язаних з коронавірусною хворобою COVID-19.

## Титули і досягнення
- Володар Кубка Італії (1):

«Аталанта»: 1962-1963